# Крюковщина (Глусский район)
Крю́ковщина (бел. Крукаўшчына) — деревня в составе Козловичского сельсовета Глусского района Могилёвской области Республики Беларусь.

## Население
- 1999 год — 26 человек
- 2009 год — 14 человек